# Dragan Mutibarič
Dragan Mutibarič (* 10. November 1946 in Sombor) ist ein ehemaliger jugoslawischer Torhüter. Der Keeper von FK Vardar hat für Jugoslawien von 1969 bis 1970 zehn Länderspiele bestritten, darunter auch ein Freundschaftsspiel am 13. Mai 1970 in Hannover (0:1) gegen die deutsche Fußballnationalmannschaft. Er wird von 1966 bis 1982 mit 254 Ligaeinsätzen (3 Tore) für Vardar (233 – 3) und Mitrovica (21 – 0) geführt. In seinem zweijährigen Engagement in Deutschland hat der Schlussmann beim FC Schalke 04 in der Saison 1975/76 zwei Bundesligaspiele und 1976/77 für den BSV Schwenningen in der 2. Bundesliga 22 Einsätze bestritten. 

## Laufbahn

### Jugoslawien/Mazedonien
Der 1,86 m große Torhüter kam über die Stationen FK Becej und FK Srem zur Saison 1966/67 zum FK Vardar nach Skopje. Mutibarič hatte in der Jugend alle Auswahlmannschaften seines Landes durchlaufen und zeigte beim FK Vardar in der Nationalliga so gute Leistungen, dass er am Ende der Saison 1968/69 in die A-Nationalmannschaft berufen wurde. Er debütierte am 26. Februar 1969 in Split bei einem 2:1-Erfolg an der Seite von Spielführer Dragan Holcer in der „Plavi“, Ronnie Hellström hütete das Tor von Schweden. In den ersten vier Qualifikationsspielen zur Fußball-Weltmeisterschaft 1970 hatte Ivan Ćurković noch die führende Rolle im Tor inne, aber am 4. Juni 1969 wurde er vom Torhüter aus Skoplje beim 5:1-Sieg gegen Finnland abgelöst. Als Jugoslawien am 19. Oktober 1969 das letzte WM-Qualifikationsspiel gegen Belgien (Christian Piot, Paul van Himst) in Skopje mit 4:0 gewann, stand Mutibarič zum zweiten Mal in der WM-Qualifikation im Tor des Gastgebers. Vereinskollege Metodija Spasovski erzielte dabei zwei Tore. Belgien qualifizierte sich aber mit 9:3 Punkten gegenüber 7:5 von Jugoslawien für das WM-Turnier 1970 in Mexiko. Nach der 0:4-Niederlage am 28. Oktober 1970 in Moskau gegen die Sowjetunion endete die Nationalmannschaftskarriere des Torhüters vom FK Vardar unter Selektor Rajko Mitić nach zehn Einsätzen.
Bis einschließlich der Saison 1974/75 hütete er das Tor von Vardar, ehe er zur Runde 1975/76 das Angebot vom FC Schalke 04 annahm und in die Fußball-Bundesliga wechselte.

### Deutschland, 1975 bis 1977
Der FC Schalke 04 verpflichtete zur Runde 1975/76 mit Max Merkel einen Trainer der bereits mit München 1860 (1966) und dem 1. FC Nürnberg (1968) zweimal die Bundesligameisterschaft errungen hatte. Der Österreicher trat die Nachfolge von Ivica Horvat an. An die Seite von Stammtorhüter Norbert Nigbur wurde Dragan Mutibarič und zur Unterstützung von Spielmacher Hans Bongartz aus Split Branko Oblak neu verpflichtet. Im Zusammenspiel mit Klaus Fichtel, Helmut Kremers, Rolf Rüssmann, Jürgen Sobieray, Herbert Lütkebohmert, Rüdiger Abramczik, Klaus Fischer und Erwin Kremers schien damit die Voraussetzung zu einer erfolgreichen Runde gelegt zu sein. Nach fünf Spielen mit dem Ergebnis von 4:6 Punkten kamen die ersten Zweifel in Schalke auf. Am sechsten Spieltag, den 6. September 1975, bei einem Heimspiel gegen den FC Bayern München schlug dann die Stunde des zweiten Torhüters: Mutibarič debütierte vor 71.500 Zuschauern im Parkstadion gegen das Bayern-Team um Sepp Maier, Franz Beckenbauer und Gerd Müller. Beim Stand von 2:1 zog er sich in der 78. Minute eine schwere Schulterprellung zu und wurde durch Nigbur ersetzt. In der 86. Spielminute erzielte Rainer Zobel das Tor zum 2:2 Endstand. Sechs Wochen später, am 18. Oktober, wurde der Torhüter im DFB-Pokalspiel gegen Borussia Dortmund zum zweiten Mal von Trainer Merkel eingesetzt. Schalke gewann mit 2:1, Mutibarič wirkte aber nervös und konnte nicht überzeugen. Acht Tage später, am 25. Oktober, trat Schalke 04 mit dem Neuzugang im Tor bei Bayer 05 Uerdingen an. Das Spiel wurde mit 2:3 verloren danach verbrachte Mutibarič den Rest der Runde auf der Ersatzbank. Daran änderte auch der Trainerwechsel von Merkel hin zu Friedel Rausch ab dem 9. März 1976 nichts.
Nach einem Spieljahr bei Schalke 04 schloss sich der Torhüter dem Aufsteiger in die 2. Bundesliga, dem Fusionsverein BSV Schwenningen, aus Villingen-Schwenningen zur Saison 1976/77 an. Der Vorjahresmeister der Amateurliga Schwarzwald-Bodensee verpflichtete neben dem Torwart auch noch Wolfgang Lex, Franz Michelberger, Wolfgang Roßband, Herbert Seiffert und als „Clou“ Altnationalspieler Helmut Haller. Die Runde brachte aber keinen Erfolg für die Spieler wie auch den Verein aus der Uhrenstadt im Schwarzwald. Chancenlos mit 15:61 Punkten wurde das Team das Schlusslicht der 20er-Südstaffel und hatte auch mit Abstand das schlechteste Torverhältnis mit 31:102 vorzuweisen. Auswärts konnte überhaupt kein doppelter Punktgewinn erzielt werden, drei Remis waren die Ausbeute aus 19 Spielen. Mutibarič bestritt 22 Ligaspiele und kehrte bereits zu Jahresbeginn 1977, als der Verein mit den Gehaltszahlungen in Rückstand geriet, in seine Heimat zurück.

### Wieder in der Heimat
Er schloss sich 1977/78 FK Trepca Kosovska Mitrovica an, ehe er wieder bei seiner Ausgangsposition, dem FK Vardar, ab der Saison 1979/80 in Mazedonien das Tor hütete und schließlich beim FK Teteks (Tetova) in der 2. Liga 1988 seine Karriere beendete.